# 1938 Lausanna
1938 Lausanna (1974 HC) là một tiểu hành tinh vành đai chính được phát hiện ngày 19 tháng 4 năm 1974 bởi P. Wild ở Zimmerwald.